# Klöch
Klöch (slowenisch Klek), die „Perle des südoststeirischen Weinlandes“, ist eine steirische Marktgemeinde mit 1.155 Einwohnern (Stand 1. Jänner 2024) im Gerichtsbezirk Feldbach bzw. Bezirk Südoststeiermark, etwa neun Kilometer nördlich von Bad Radkersburg.

## Geografie
Das größte Gewässer ist der Klausenbach, der im Ort Klöch entspringt und weiter im Süden in den Drauchenbach mündet. Die höchste Erhebung der Gemeinde ist der Seindl (424 m ü. A.).

### Gemeindegliederung
Das Gemeindegebiet umfasst fünf Katastralgemeinden und gliedert sich in fünf gleichnamige Ortschaften (in Klammern: Fläche Stand 31. Dezember 2023 bzw. Einwohnerzahl Stand 1. Jänner 2024):
- Deutsch Haseldorf (387,41 ha; 179 Ew.) samt Buchberg, Kratzer und Rosenberg
- Gruisla (241,04 ha; 136 Ew.) samt Hochwarth, Klinzl und Rosenberg
- Klöch (411,77 ha; 393 Ew.) samt Hochwarth, Klinzl, Ölberg, Pichlerwaldsiedlung, Pirchweingarten und Röhrl
- Klöchberg (340,41 ha; 332 Ew.) samt Hürtherberg, Röhrl, Seindl, Süßegg und Zaraberg
- Pölten (258,8 ha; 115 Ew.) samt Pirchweingarten

### Nachbargemeinden
| Tieschen   | Sankt Anna am Aigen                         | Rogašovci (Slowenien) |
|            | Kompassrose, die auf Nachbargemeinden zeigt | Cankova (Slowenien)   |
| Halbenrain |                                             | Bad Radkersburg       |

### Eingemeindungen
Per 1. Jänner 1965 wurden in die Gemeinde Klöch folgende ehemalige Gemeinden eingemeindet:
- Deutsch Haseldorf
- Gruisla
- Klöchberg
- Pölten[4]

## Geschichte

### Bevölkerungsentwicklung

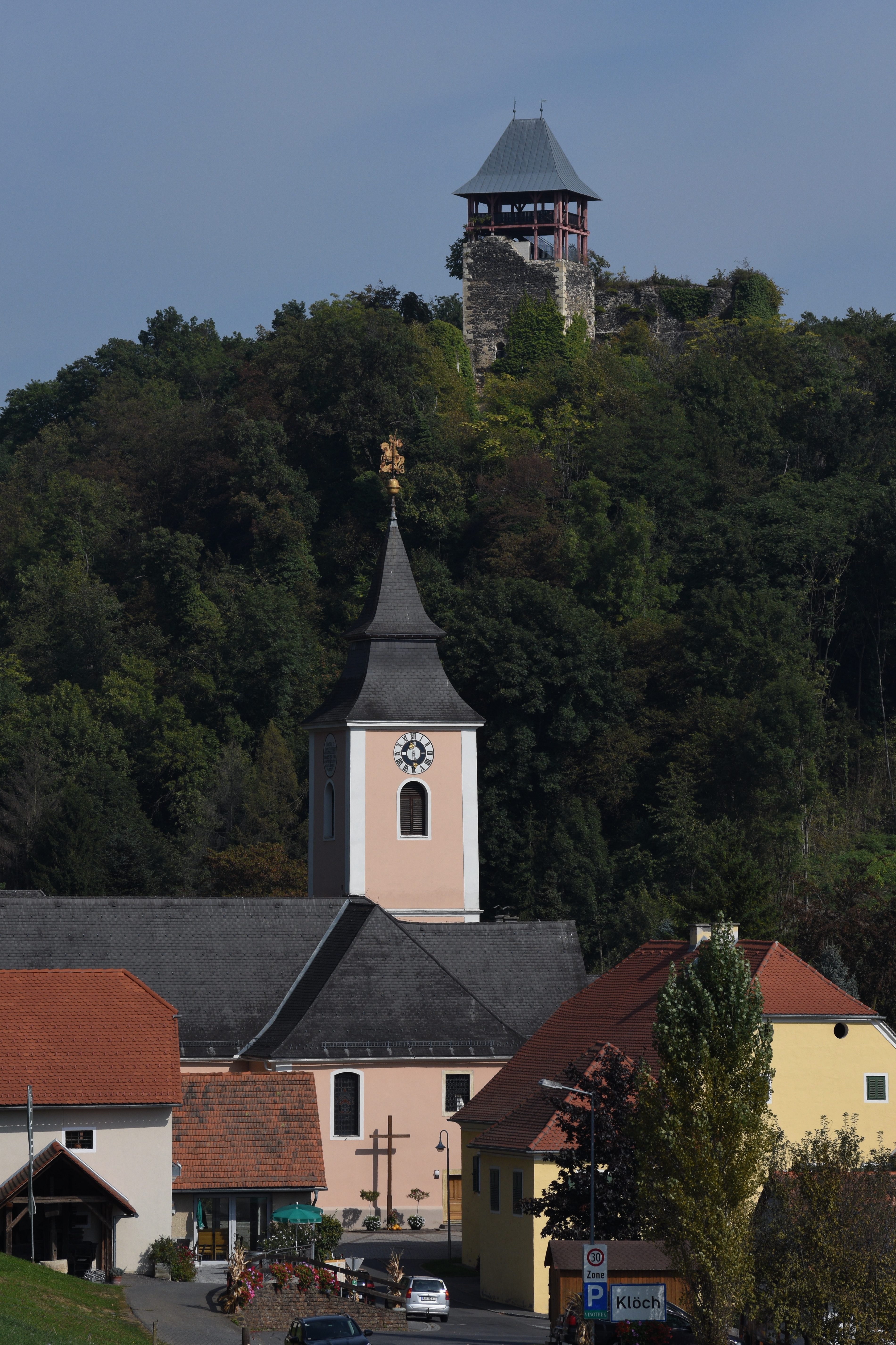
Klöch mit der Burgruine Klöch

Der Ort Klöch (früher auch: Chlech bzw. Klech genannt) entstand als Untersiedlung der Burg Klöch und wurde im 14. Jahrhundert erstmals genannt. Damals bestanden hier 18 Häuser. Der später zu einem Türkeneinfall umgedichtete Ungarneinfall von 1418 zog auch Klöch in Mitleidenschaft. Perenhart von Klech, Burghauptmann der Burg Klöch, verschuldete sich im 15. Jahrhundert stark und wurde von seinem Herrn, Dietegen von Emmerberg, ausgelöst. Durch die damals errichtete Urkunde ist bekannt, dass bereits 1444 in Klöch Wein angebaut wurde. Durch die Nähe zu Ungarn wurde Klöch öfter von kriegerischen Ereignissen betroffen (Ungarneinfälle). Auch zum Ende des Zweiten Weltkriegs verlief durch Klöch ein Frontabschnitt und im April 1945 kämpften hier deutsche gegen sowjetische Soldaten.
1959 erhielt die Gemeinde ein Wappen, welches ähnlich bereits die ersten Burgherren von Klöch führten. 1965 erfolgte die Zusammenlegung der Gemeinden Klöch, Deutsch-Haseldorf, Gruisla, Pölten und Klöchberg zur Großgemeinde Klöch. 1989 erhielt Klöch das Marktrecht.

## Kultur und Sehenswürdigkeiten
- Pfarrkirche hl. Georg
- Der Klöcher Winzerzug findet alle fünf Jahre (zuletzt September 2018) in Klöch der Winzerzug statt. Zahlreiche aufwändig geschmückte Festwägen mit altem Brauchtum laden zum Mitfeiern ein. Üblicherweise wird auch die Traubenlese gefeiert und dann auch das Klöcher Pressfest gehalten.

### Kulinarische Spezialitäten
Besondere Bekanntschaft erreichte der Weinort Klöch durch den Weinanbau und wurde dadurch zum Namensgeber der Klöcher Weinstraße. Einen europaweiten Bekanntheitsgrad hat dabei insbesondere der Klöcher Traminer erreicht, der „Wein mit dem Duft der Rose“. Seit 2010 wird in Klöch Reis angebaut.

## Wirtschaft und Infrastruktur

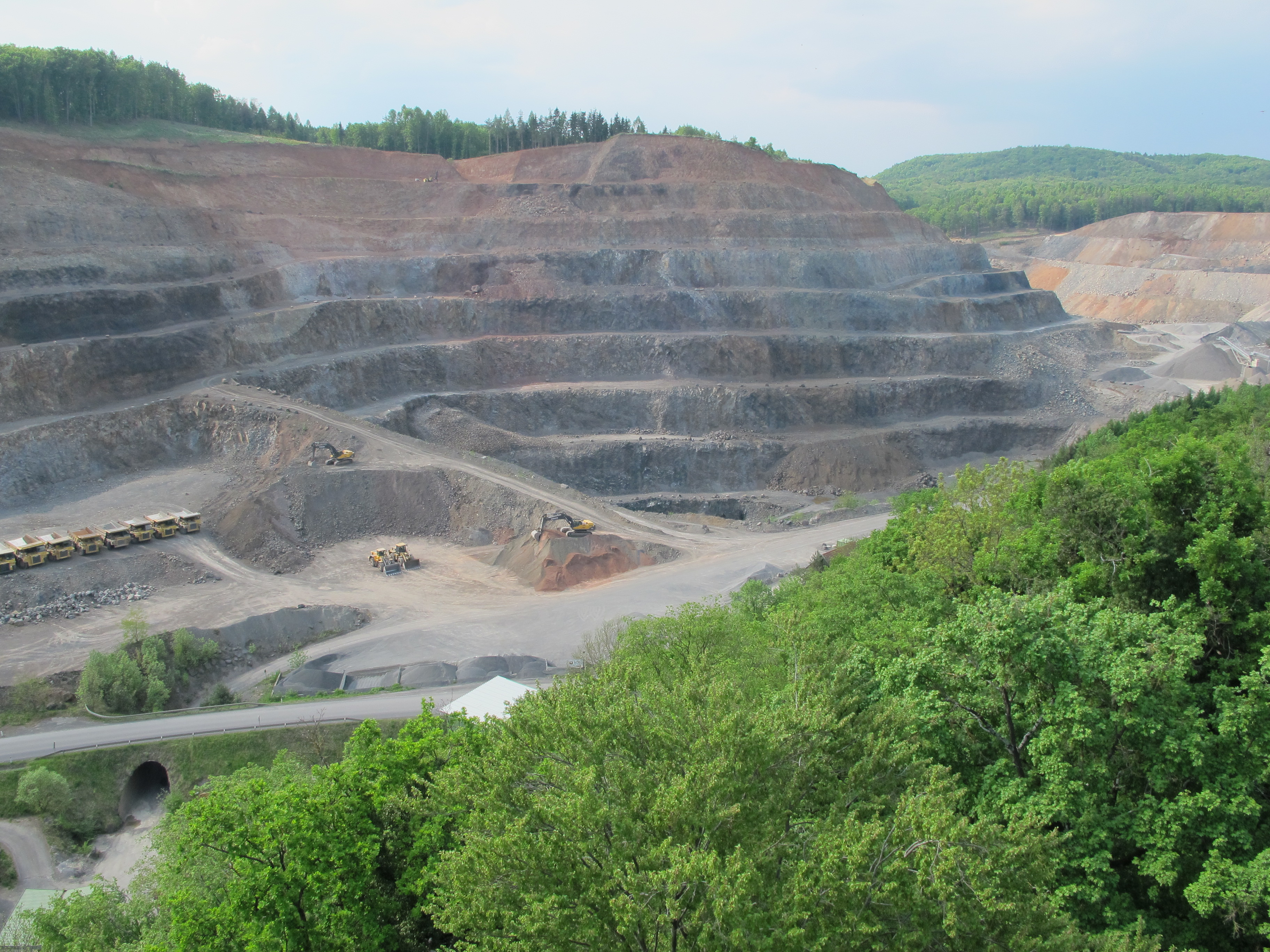
Basaltabbau Klöch

Bekannt ist der Ort auch durch den Klöcher Basalt (Basaltsteinbruch Klöch), der vor allem im Unterbau von Bahngleisen und auch beim Bau der Fürstenfelder Schnellstraße S7 verwendet wird.
Die Weinanbaufläche beträgt rund 178 ha, die Obstanbaufläche rund 100 ha. Reisanbaufläche rund um Klöch rund 50 ha.
In der Gemeinde gibt es zahlreiche Wanderwege, mit dem Ostösterreichischen Grenzlandweg verläuft auch ein österreichischer Weitwanderweg durch Klöch.

## Politik

### Bürgermeister
Bürgermeister ist Daniel Tegel (ÖVP).
Dem Gemeindevorstand gehören weiters an:
- Vizebürgermeister Karl Urbanitsch (ÖVP) und
- Gemeindekassier Marlies Kosi-Schalk (ÖVP) an.[7]

### Gemeinderat
Der Gemeinderat besteht aus 15 Mitgliedern.
Nach den Ergebnissen der Gemeinderatswahl 2020 setzt sich dieser wie folgt zusammen:
- 13 ÖVP
- 01 SPÖ
- 01 FPÖ

Die letzten Gemeinderatswahlen brachten folgende Ergebnisse:
| Partei          | 2020    | 2020  | 2020    | 2015             | 2015             | 2015             | 2010             | 2010             | 2010             | 2005             | 2005             | 2005             | 2000             | 2000             | 2000             |
| Partei          | Stimmen | %     | Mandate | St.              | %                | M.               | St.              | %                | M.               | St.              | %                | M.               | St.              | %                | M.               |
| --------------- | ------- | ----- | ------- | ---------------- | ---------------- | ---------------- | ---------------- | ---------------- | ---------------- | ---------------- | ---------------- | ---------------- | ---------------- | ---------------- | ---------------- |
| ÖVP             | 617     | 83    | 13      | 626              | 75               | 12               | 647              | 72               | 11               | 660              | 72               | 11               | 686              | 78               | 12               |
| SPÖ             | 65      | 9     | 1       | 88               | 10               | 1                | 174              | 19               | 3                | 187              | 20               | 3                | nicht kandidiert | nicht kandidiert | nicht kandidiert |
| FPÖ             | 58      | 8     | 1       | 126              | 15               | 2                | 80               | 9                | 1                | 70               | 8                | 1                | 62               | 7                | 1                |
| Die Grünen      |         |       |         | nicht kandidiert | nicht kandidiert | nicht kandidiert | nicht kandidiert | nicht kandidiert | nicht kandidiert | nicht kandidiert | nicht kandidiert | nicht kandidiert | 137              | 15               | 2                |
| Wahlberechtigte | 1.033   | 1.033 | 1.033   | 1.048            | 1.048            | 1.048            | 1.046            | 1.046            | 1.046            | 1.096            | 1.096            | 1.096            | 1.076            | 1.076            | 1.076            |
| Wahlbeteiligung | 73 %    | 73 %  | 73 %    | 82 %             | 82 %             | 82 %             | 87 %             | 87 %             | 87 %             | 86 %             | 86 %             | 86 %             | 85 %             | 85 %             | 85 %             |

### Wappen
| Wappen der Marktgemeinde Klöch | Blasonierung: „In von Silber und Rot gespaltenem Schild eine fünfblättrige Rose in gewechselten Farben.“                                       |
| Wappen der Marktgemeinde Klöch | Wappenbegründung: Die Gemeinde Klöch führt das Gemeindewappen seit 1959. Dieses Wappen führten bereits die Wolfsauer als Burgherren von Klöch. |

Blick auf den Ort Klöch von Südwesten

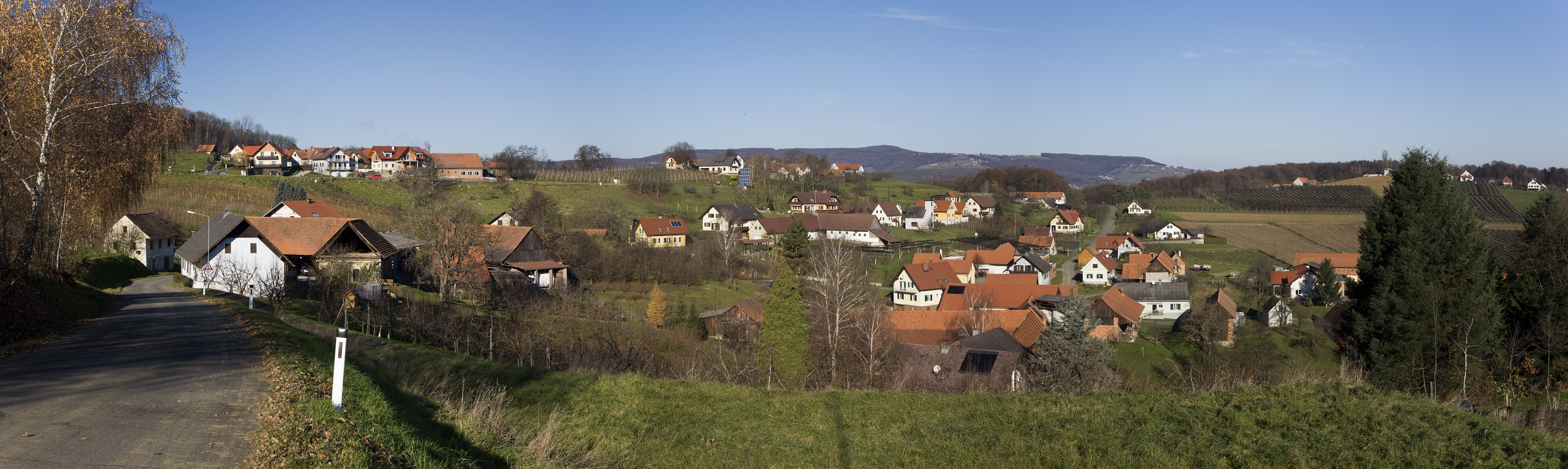
Deutsch Haseldorf von Süden

## Persönlichkeiten

### Söhne und Töchter von Klöch
- Gregor Fuchs (1821–1878), Geistlicher, Historiker und Gymnasiallehrer und -direktor

### Ehrenbürger
- Josef Gangl († 2018), Bürgermeister von Klöch 1977–1987

## Literarische Bearbeitung
Im Roman Der Knochenmann von Wolf Haas ist Klöch der Hauptort der Handlung.